# Monuments and Melodies
Monuments and Melodies es un disco doble de grandes éxitos de Incubus, el cual fue lanzado el 16 de junio de 2009 por Epic Records. El disco 1 contiene 13 sencillos previamente lanzados por la banda, pertenecientes a los álbumes Make Yourself, Morning View, A Crow Left of the Murder..., y Light Grenades, además de dos nuevos temas producidos por Brendan O'Brien, "Black Heart Inertia" y "Midnight Swim". El disco 2 tiene una colección de rarezas, incluyendo B-sides, soundtrack, versiones alternativas, tres canciones inéditas, y una versión de Prince, "Let's Go Crazy". El álbum toma su título de una canción que se publicó originalmente como un B-side de "Megalomaniac". La carátula del álbum fue diseñada por su vocalista Brandon Boyd.

## Lista de canciones

### Disco 1
| N.º | Título                | Duración |  |
| 1.  | «Black Heart Inertia» | 4:53     |  |
| 2.  | «Drive»               | 3:52     |  |
| 3.  | «Megalomaniac»        | 4:54     |  |
| 4.  | «Anna Molly»          | 3:46     |  |
| 5.  | «Love Hurts»          | 3:57     |  |
| 6.  | «Wish You Were Here»  | 3:36     |  |
| 7.  | «Warning»             | 4:42     |  |
| 8.  | «Stellar»             | 3:20     |  |
| 9.  | «Talk Shows on Mute»  | 3:52     |  |
| 10. | «Pardon Me»           | 3:44     |  |
| 11. | «Dig»                 | 4:17     |  |
| 12. | «Oil and Water»       | 3:49     |  |
| 13. | «Are You In?»         | 4:24     |  |
| 14. | «Nice to Know You»    | 4:43     |  |
| 15. | «Midnight Swim»       | 3:15     |  |

### Disco 2
| N.º | Título                                | Duración |  |
| 1.  | «Neither of Us Can See»               | 4:04     |  |
| 2.  | «Look Alive»                          | 4:17     |  |
| 3.  | «While All the Vultures Feed»         | 3:53     |  |
| 4.  | «Pantomime»                           | 3:54     |  |
| 5.  | «Anything»                            | 3:32     |  |
| 6.  | «Punch Drunk»                         | 5:14     |  |
| 7.  | «Admiration»                          | 4:13     |  |
| 8.  | «Martini»                             | 4:09     |  |
| 9.  | «A Certain Shade of Green (Acústico)» | 3:36     |  |
| 10. | «Monuments and Melodies»              | 5:06     |  |
| 11. | «Let's Go Crazy (cover de Prince)»    | 4:29     |  |

### Bonus Tracks en iTunes
| N.º | Título             | Duración |  |
| 27. | «Pardon Me (live)» | 3:34     |  |
| 28. | «Mexico»           | 4:23     |  |
| 29. | «Drive»            | 3:53     |  |